# Bitte ziehen Sie durch
Bitte ziehen Sie durch ist das erste Studioalbum der Hamburger Hip-Hop- und Electropunk-Formation Deichkind. Das Album erschien am 29. Mai 2000 und ist dem Genre des Hip-Hop zuzuordnen.

## Titelliste
| Nr. | Titel                             | Länge           | Gastmusiker           |
| --- | --------------------------------- | --------------- | --------------------- |
| 01. | Fachjargon                        | 3:21            |                       |
| 02. | Da mussu plata!                   | 1:02            |                       |
| 03. | Smogcity                          | 3:46            |                       |
| 04. | Bon Voyage                        | 3:23            | Nina                  |
| 05. | Safari                            | 0:19            |                       |
| 06. | Evergreens                        | 4:17            |                       |
| 07. | Was' der Anlass                   | 4:38            |                       |
| 08. | Lass es raus                      | 1:11            |                       |
| 09. | Flammenmeer Teil 1                | 2:34            |                       |
| 10. | Günther                           | 0:36            |                       |
| 11. | T2wei                             | 3:41            | Nico Suave, Dendemann |
| 12. | Kabeljau Inferno Don Dougie-Remix | 5:03            | Don Dougie            |
| 13. | Weit weg!                         | 4:55            | Bintia                |
| 14. | Feature                           | 1:01            |                       |
| 15. | Schweiß und Tränen                | 4:47            |                       |
| 16. | Komm schon                        | 3:54            |                       |
| 17. | Imbissmief 040                    | 3:57            |                       |
| 18. | Rauf und wieder runter ’97        | 5:15            |                       |
| 19. | Slangdaddy                        | 1:19 a, 18:51 b |                       |

## Chartplatzierungen

### Album
| Jahr | Titel                  | Höchstplatzierung, Gesamtwochen, AuszeichnungChartplatzierungen (Jahr, Titel, Platzierungen, Wochen, Auszeichnungen, Anmerkungen) | Höchstplatzierung, Gesamtwochen, AuszeichnungChartplatzierungen (Jahr, Titel, Platzierungen, Wochen, Auszeichnungen, Anmerkungen) | Höchstplatzierung, Gesamtwochen, AuszeichnungChartplatzierungen (Jahr, Titel, Platzierungen, Wochen, Auszeichnungen, Anmerkungen) | Anmerkungen                        |
| Jahr | Titel                  | DE | AT | CH | Anmerkungen                        |
| ---- | ---------------------- | --- | --- | --- | ---------------------------------- |
| 2000 | Bitte ziehen Sie durch | DE17 (19 Wo.)DE | — | — | Erstveröffentlichung: 29. Mai 2000 |

### Singles
| Jahr | Titel                        | Höchstplatzierung, Gesamtwochen, AuszeichnungChartplatzierungen (Jahr, Titel, , Platzierungen, Wochen, Auszeichnungen, Anmerkungen) | Höchstplatzierung, Gesamtwochen, AuszeichnungChartplatzierungen (Jahr, Titel, , Platzierungen, Wochen, Auszeichnungen, Anmerkungen) | Höchstplatzierung, Gesamtwochen, AuszeichnungChartplatzierungen (Jahr, Titel, , Platzierungen, Wochen, Auszeichnungen, Anmerkungen) | Anmerkungen                                          |
| Jahr | Titel                        | DE | AT | CH | Anmerkungen                                          |
| ---- | ---------------------------- | --- | --- | --- | ---------------------------------------------------- |
| 2000 | Bon Voyage                   | DE11 (15 Wo.)DE | AT17 (11 Wo.)AT | CH34 (9 Wo.)CH | Erstveröffentlichung: 8. Mai 2000 feat. Nina         |
| 2000 | Komm schon / Was’ der Anlass | DE76 (5 Wo.)DE | — | — | Erstveröffentlichung: Juli 2000                      |
| 2000 | Weit weg!                    | DE67 (5 Wo.)DE | — | — | Erstveröffentlichung: 11. Dezember 2000 feat. Bintia |

## Rezeption
Die Rezension von Max Helke von laut.de hebt hervor, dass die CD „viel nordischen Humor enthält, der einfach spitze“ ist. Trotz des „tollen Humors“ der Platte bewertete sie die Redaktion mit 3/5.